# Douglas Dean Osheroff
Douglas Dean Osheroff (Aberdeen, 1 de agosto de 1945) é um físico estadunidense. Recebeu o Nobel de Física de 1996, pela descoberta da superfluidade no hélio 3.

## Carreira
Osheroff recebeu um Ph.D. da Universidade de Cornell em 1973. Ele então trabalhou no Bell Labs em Murray Hill, Nova Jersey por 15 anos, continuando a pesquisar fenômenos de baixa temperatura com 3He. Em 1987, mudou-se para os Departamentos de Física e Física Aplicada da Universidade de Stanford, onde também atuou como chefe de departamento de 1993 a 1996. Sua pesquisa está focada em fenômenos que ocorrem em temperaturas extremamente baixas.
Osheroff foi selecionado para servir no painel de investigação do Ônibus espacial Columbia, desempenhando o mesmo papel que Richard Feynman fez no painel do Ônibus espacial Challenger.
Atualmente, ele atua no conselho de consultores da Scientists and Engineers for America, uma organização focada na promoção da ciência sólida no governo americano.